# يي لي (كرة سلة)
يي لي (بالصينية: 易立) مواليد 7 نوفمبر 1987، هو لاعب كرة سلة صيني. يلعب مع جيانغسو دراجونز في الرابطة الصينية لكرة السلة. مثّل منتخب بلاده. شارك في دورة الألعاب الأولمبية الصيفية سنة 2012.

## روابط خارجية
- يي لي على موقع الاتحاد الدولي لكرة السلة (الإنجليزية)
- يي لي على موقع كرة السلة الأوروبية.كوم (الإنجليزية)
- يي لي على موقع ريلجم (الإنجليزية)
- يي لي على موقع بروبوليرز (الإنجليزية)
- يي لي على موقع سبورتس رفرنس (الإنجليزية)
- يي لي على موقع أوليمبيديا (الإنجليزية)